# Robert Barclay
Pour les articles homonymes, voir Barclay.
Robert Barclay, né le 23 décembre 1648 à Gordonstown, comté de Murray (Écosse) et mort le 3 octobre 1690, provient d'une famille riche et ancienne et a fait l'apologie des quakers.

## Biographie
Il embrasse en 1666 ainsi que son père, la doctrine des quakers ; se lie étroitement avec William Penn ; voyage en Angleterre, en Hollande et en Allemagne, pour inciter des adhésions au quakerisme ; et écrit plusieurs ouvrages dont le plus connu est l’Apologie de la véritable théologie chrétienne, telle que la professent ceux que par dérision on appelle Quakers, publiée à Amsterdam en 1676, en latin, et dédiée au roi Charles II d'Angleterre ; traduite en français en 1702. Cet ouvrage inspira notamment Voltaire pour la composition de la première partie de ses Lettres philosophiques, relative aux quakers.

## Œuvres
- Robert Barclay. La Lumière intérieure source de vie. Apologie de la vraie théologie chrétienne telle qu'elle est professée et prêchée par ce peuple appelé par mépris les Quakers (1675). Ouvrage réalisé sous la direction de Jeanne Henriette Louis, professeur à l'université d'Orléans. Introduction, traduction de larges extraits et notes par Georges Liens. Paris, Dervy 1993, 429 p.

### Source
Marie-Nicolas Bouillet  et Alexis Chassang (dir.), « Robert Barclay » dans Dictionnaire universel d’histoire et de géographie, 1878 (lire sur Wikisource)